# NGC 6522

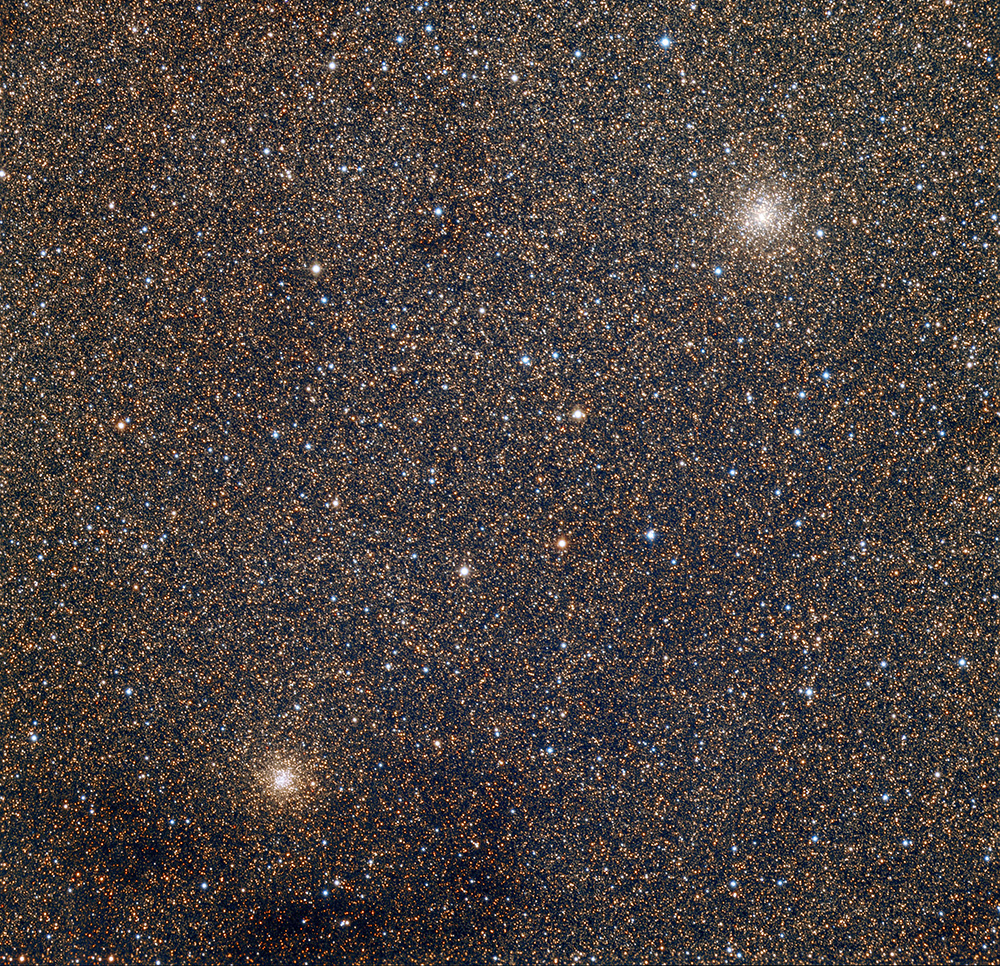
Die Kugelsternhaufen NGC 6522 und NGC 6528 aufgenommen mit dem 81-cm-Spiegelteleskop des Mount-Lemmon-Observatoriums.

NGC 6522 ist die Bezeichnung eines Kugelsternhaufens im Sternbild Schütze. Der Kugelhaufen befindet sich in circa 20.000 Lichtjahren (6,1 kpc) Abstand. Er befindet sich wie auch der nahegelegene Kugelsternhaufen NGC 6528 im sogenannten Baade’schen Fenster, in dessen Blickrichtung zum galaktischen Zentrum die Sicht nicht durch Staub aus der Milchstraße getrübt ist. Der Kugelsternhaufen wurde am 24. Juni 1784 von dem Astronomen William Herschel mit einem 18,7-Zoll-Teleskop entdeckt und die Entdeckung später im New General Catalogue verzeichnet.
NGC 6522 ist mit einem Alter von 12 Milliarden Jahren möglicherweise der älteste Kugelsternhaufen der Milchstraße.